# 正富汪洋

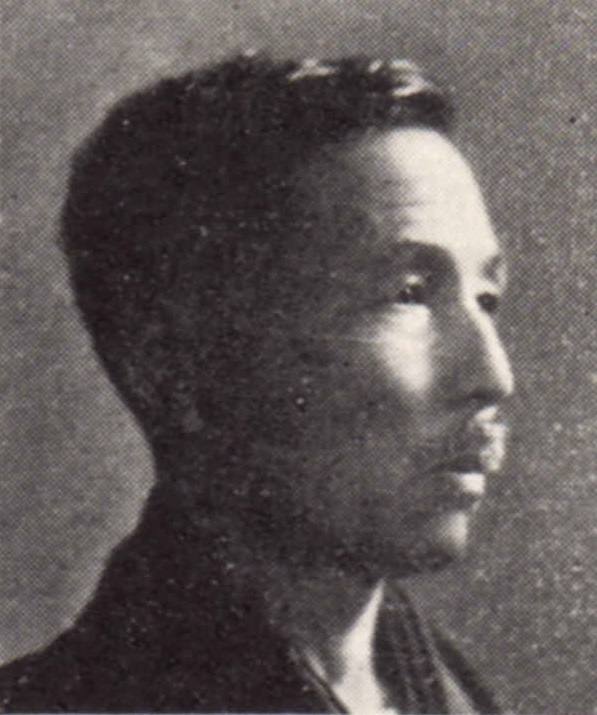
正富汪洋

正富 汪洋（まさとみ おうよう、1881年〈明治14年〉2月20日 - 1967年〈昭和42年〉8月14日）は、日本の詩人、歌人。
岡山県邑久郡本庄村（現：瀬戸内市）生まれ。哲学館大学（現：東洋大学）教育部卒業。
尾上柴舟・若山牧水ら共に「車前草社」を結成している。
清水橘村との共著の『夏ひさし』、『小鼓』がある。
大正7年『新進詩人』を創刊している。
戦後、日夏耿之介・西條八十と共に日本詩人クラブを結成。
妻は与謝野鉄幹の元妻の林滝野。